# جولیا بارتو
جولیا بارتو (انگلیسی: Julia Barretto؛ زادهٔ ۱۰ مارس ۱۹۹۷) مدل و بازیگر اهل فیلیپین است. وی از سال ۲۰۰۶ میلادی تاکنون مشغول فعالیت بوده است.